# Giuseppe Giulietti (sindacalista)
Giuseppe Giulietti (Rimini, 21 maggio 1879 – Roma, 20 giugno 1953) è stato un sindacalista e politico italiano; è stato eletto deputato nel 1919 e nel 1948.
La sua figura è reputata storiograficamente imprescindibile per la comprensione del sindacalismo marittimo di inizio Novecento.

## Biografia

### Formazione e primi anni di lavoro
Figlio di Gaetano e Teresa Raffini, nacque in una famiglia di poveri pescatori riminesi. Si diplomò all'Istituto nautico e iniziò subito a navigare sulle navi mercantili partendo dal grado di mozzo e diventando poi marinaio e in seguito primo ufficiale.
Giovanissimo, durante il servizio militare svolto in Marina a Genova e alla Spezia, entrò in contatto con gli ambienti anarchici e socialisti della Liguria. Nel 1903, nel suo ultimo anno di leva, iniziò il suo interesse per le questioni sindacali. Si avvicinò alla Federazione italiana dei lavoratori del mare (FILM), istituita da pochi anni, e iniziò a collaborare, anche scrivendo articoli per testate di settore. Si iscrisse al Partito Socialista Italiano.

### L'unificazione dei sindacati dei marittimi nella FILM
Dopo soli tre anni di attività sindacale, nel 1906 divenne presidente del II congresso della FILM. Appena eletto lanciò uno slogan, Dal comandante al mozzo, che riassumeva l'idea, visionaria in quel periodo, che soltanto l'unificazione delle diverse forze sindacali del settore marittimo avrebbe garantito l'efficacia delle rivendicazioni. Pur con questo impegno, dopo il congedo Giulietti aveva ricominciato la carriera sulle navi mercantili transoceaniche, guadagnandosi i gradi percorrendo le tappe della carriera da terzo a primo ufficiale. L'impossibilità di accedere al comando, dovuta all'opposizione del suo armatore che non ne vedeva con favore l'attività sindacale, lo fece decidere a scendere a terra e ad impegnarvisi a tempo pieno; secondo il Tanini, storico della FILM, Giulietti stava per assumere il comando di un transatlantico della Società di Navigazione «Ligure Brasiliana», ma questa società fu venduta all'armatore Emanuele Parodi che gli offrì un imbarco come primo ufficiale su una nave da carico, proposta non accettata dal Giulietti.
Il 5 luglio 1909 fu iniziato in Massoneria nella Loggia Aurora risorta di Genova, l'11 marzo 1910 divenne Maestro massone.
Nel 1909 fu alla direzione della Lega del personale di macchina, l'anno successivo fu ammesso sia al comitato centrale della FILM che al consiglio nazionale della Confederazione Generale del Lavoro (CGdL). Nel 1910 ottenne la fusione nella FILM della Associazione ufficiali della marina mercantile. L'unità sindacale della gente del mare in soli quattro anni era compiuta.

### Il consolidamento ai vertici della FILM
Nel 1913 la FILM si dotò di uno Statuto che ampliava i poteri del segretario. Iniziarono in quello stesso anno i conflitti col Partito Socialista Italiano, che arrivò a metterlo sotto inchiesta e a minacciarlo di espulsione. C'è da sottolineare che Giulietti non permise mai l'ingerenza negli affari interni della FILM né al suo né ad altri partiti politici. Sempre il Tanini riporta una citazione dello stesso Giulietti:
(Giuseppe Giulietti, citato in Tanini, op.cit.)
Scoppiata la prima guerra mondiale, si schierò con tutta la FILM in favore dell'intervento, poiché vedeva nella guerra un'occasione per favorire l'ascesa del socialismo. I rapporti col PSI - che appoggiava invece una posizione neutrale - peggiorarono, mentre si strinsero quelli con l'amico di partito Benito Mussolini, che da Giulietti venne sostenuto anche finanziariamente nel momento dell'espulsione.

### La Cooperativa Garibaldi
Coerente con le sue posizioni, all'inizio della guerra Giulietti si era subito arruolato volontario come ufficiale di complemento in Marina. Combatteva da circa due anni nel Mediterraneo orientale quando fu richiamato in Italia dal Governo col compito di vigilare sull'effettiva disponibilità delle navi mercantili, che gli armatori cercavano di imboscare. L'efficacia dimostrata nello svolgimento di questo incarico e la sua posizione interventista consentirono a Giulietti, che nel frattempo aveva ripreso a dirigere la FILM, di ottenere alcuni risultati di rilievo. In primo luogo lo Stato impose agli armatori la trattenuta del 2% degli stipendi dei marittimi da destinare alla FILM. Poi nel 1918 costituì a Genova la prima ed unica cooperativa di lavoratori marittimi che operava nell'armamento e nella gestione delle navi. La Cooperativa Garibaldi - intitolata all'Eroe dei due Mondi, marinaio d'eccezione - oltre ai contributi dei soci poté contare sulle sovvenzioni dello Stato grazie alle benemerenze conquistate dal suo fondatore e massimo dirigente.

### L'impresa di Fiume
Il 7 ottobre 1919 Giulietti e la FILM dirottarono il piroscafo Persia carico d'armi (13 tonnellate) destinate all'Armata Bianca, facendolo sbarcare a Fiume, in appoggio all'impresa di D'Annunzio e alla Rivoluzione d'ottobre, un gesto che gli conquistò le simpatie della Sinistra. L'appoggio all'impresa fiumana, di cui il Vate enfatizzava il contrasto alle plutocrazie occidentali, fu infatti per Giulietti uno strumento per accrescere la pressione sul governo e sugli armatori attraverso l'evidenziazione del suo carattere sociale, e fu occasione di avvicinamento con Alceste de Ambris. Inoltre, Fiume fu anche l'occasione per uno sganciamento delle componenti filo-monarchiche (di cui era esponente di punta Luigi Federzoni) dal vasto fronte del nazionalismo italiano: Giulietti portava nel Quarnaro la rappresentanza operaia che, insieme a quelle dannunziane e del capitano degli Arditi Ferruccio Vecchi, formava la fazione "bolscevica" del movimento nazionalista.
Giunto a Fiume, Giulietti strinse rapporti saldi con Gabriele D'Annunzio (che aderì alla FILM) e credette di essere vicino all'agognata rivoluzione socialista, alla cui causa lo stesso D'Annunzio si era in precedenza dichiarato favorevole. Ma le divisioni all'interno del PSI fecero sì che nessuna insurrezione si sollevasse: nel gennaio 1920 Giulietti aveva scritto a D'Annunzio proponendogli esplicitamente il piano di una rivolta dei socialisti, a capo della quale avrebbe dovuto porsi il noto anarchico Errico Malatesta realizzandola con le truppe di Fiume e la FILM, ma il poeta dopo avere un po' esitato rispose che sarebbe rimasto a Fiume. Il proposito di una vera e propria "marcia su Roma" che passasse da Trieste era stato concepito a Firenze, dove Giulietti aveva riunito Malatesta, Giacinto Menotti Serrati (socialista massimalista) e Nicola Bombacci; Serrati negò l'appoggio dei socialisti a questa ipotesi, ed anche Mussolini rifiutò di aderirvi. Il fronte bolscevista italiano divenne così men saldo, e mentre Antonio Gramsci penava per incontrare il Vate per verificare con lui le eventuali comunanze del dannunzianesimo con il leninismo, D'Annunzio scriveva a Giulietti il suo non esplicito rifiuto precisando però che «la vera novità di vita non è là dove la dottrina di Lenin si smarrisce nel sangue. Il cardo bolscevico si muta qui in rosa italiana: rosa d'amore».
Nel frattempo, a novembre del 1919, Giulietti era stato eletto deputato, l'unico, nelle file del Partito del lavoro. Nell'anno successivo, in più occasioni Giulietti e la FILM manifestarono appoggio concreto alla causa della Rivoluzione russa.

### I contrasti con Mussolini ed il fascismo
Nei primi mesi del 1921 la Camera dei Deputati votò contro la vendita di cinque navi, preda di guerra, alla Cooperativa Garibaldi, e gli armatori iniziarono a venir meno ai loro impegni contrattuali, ponendo i loro interessi al riparo del PNF. Iniziarono così i contrasti tra Giulietti e Mussolini, i due antichi amici. In più di una occasione intervenne Gabriele D'Annunzio per cercare di ricomporre la crisi. Nel corso dei successivi tre anni, nei quali si registra l'aggressione fascista a Giulietti avvenuta a San Marino il 7 settembre 1922, la crisi si protrasse con alterne vicende, fin quando la FILM nel 1924 fu commissariata. L'attentato del 1922 al "capitano" e i colpi di pistola esplosi contro l'Assemblea della FILM nel gennaio 1923, legittimarono infatti il governo ad assumere una posizione centrale nella questione del sindacato, e la posizione assunta fu in favore degli armatori, i quali avrebbero voluto rimuovere Giulietti dalla testa della FILM. Nel frattempo il Corriere della Sera espresse il "timore che Giulietti, grazie a Mussolini e D'Annunzio, conservi la sua posizione di potere, e ne approfitti per continuare la sua politica poco nazionale e molto demagogica". Maffeo Pantaleoni, dal canto suo, attaccava D'Annunzio dalle pagine de La vita italiana, una pubblicazione periodica di Giovanni Preziosi, per il suo legame con Giulietti, che definiva «una schietta e perfetta canaglia», nonché «ignorante, mediocre ed equivoco».
Il mercato del lavoro marittimo del tempo presentava caratteristiche di forte sperequazione fra le diverse risorse umane in ambito internazionale; la prima conferenza internazionale dei lavoratori marittimi, tenutasi a Genova nel 1920, mise a confronto rappresentanti di circa una trentina di paesi i quali dovettero prendere atto che, mentre vanamente si tentava di introdurre negli imbarchi il principio delle "8 ore", gli armatori potevano assoldare maestranze marittime dell'Asia meridionale che, sin da metà Ottocento, costavano da un quinto a un terzo di quanto costassero i marittimi inglesi. Nelle relazioni che successivamente si stabilirono, Giulietti sollecitò i colleghi dell'India a non affidare le loro speranze di crescita alle iniziative armatoriali o governative, ma a credere invece nella forza del movimento internazionale dei lavoratori: «i marinai di ogni nazione appartengono alla stessa classe e stiamo lottando e lavorando per riunire tutti i marinai del mondo».
Con la mediazione di Costanzo Ciano si appianarono le divergenze fra Mussolini e D'Annunzio, mentre a Genova la posizione di Giulietti era insidiata dalla fazione dei marittimi guidati da Umberto Poggi. Il poeta "scaricò" definitivamente il capitano, che era stato condannato dal pretore di Salò per aver tenuto presso Gardone, a villa Maona, apparecchi radiotelegrafici; nei suoi confronti - in una lettera a Mussolini - si ebbe la lirica definizione de «la fogna delle fogne navali». Giulietti cercò di continuare il suo impegno sindacale fondando il Comitato di difesa marinara, al quale però fu resa impossibile ogni attività nell'agosto del 1925. Cominciarono a quel punto le persecuzioni personali contro Giulietti che portarono infine al suo arresto, il 26 novembre 1926.
L'inchiesta aperta contro di lui non rilevò nessun illecito amministrativo. Fu inviato comunque al confino, a Nuoro, in attesa del processo che iniziò a Roma nel novembre del 1927: Giulietti fu assolto dalle accuse di malversazione e condannato per le imputazioni politiche, per le quali scattò subito l'amnistia. Continuò il soggiorno al confino in Sardegna, poi fu spostato a Potenza e infine a marzo del 1929 riuscì a tornare a Roma: ma, messo nelle condizioni di non poter lavorare, per mantenere se stesso e la propria famiglia fu costretto ad accettare un sussidio offertogli dallo stesso Mussolini.

### L'attività dopo la fine della guerra
Appena caduto il fascismo Giulietti entrò subito in attività per ricostruire la FILM, ma si scontrò con l'ostilità della CGIL, che lo accusò di aver intrattenuto buoni rapporti con Mussolini. A nulla valse che Giulietti ricordasse le persecuzioni subite: il 2 maggio 1945 fu arrestato con l'accusa di essere una spia fascista. Fu prosciolto dopo qualche mese, e nel 1946, tornò formalmente alla testa della Cooperativa Garibaldi e, dopo averla ricostituita, della FILM. 
Negli anni successivi si appianarono anche i contrasti con la CGIL, così che Giulietti, prima nel 1949, poi nel 1952, entrò a far parte del suo comitato direttivo. Nel 1948 fu eletto alla Camera nelle file del Partito Repubblicano Italiano.
Giuseppe Giulietti morì a Roma il 20 giugno 1953.